# 伊貝里亞區
伊貝里亞區（西班牙語：Distrito de Iberia），是秘魯的一個區，位於該國東南部馬德雷德迪奧斯大區的塔瓦馬努省，始建於1961年6月7日，面積2,549.32平方公里，海拔高度260米，2005年人口4,868，人口密度每平方公里1.9人。